# Mossasjö
Mossasjö är en sjö i Svenljunga kommun i Västergötland och ingår i Ätrans huvudavrinningsområde. Sjöns area är 0,023 kvadratkilometer och den befinner sig 154 meter över havet.